# ۱۸۸ (قمری)
۱۸۸ (قمری)، صد و هشتاد و هشتمین سال در گاهشماری هجری قمری است. اول محرم این سال برابر با بیست و چهارم دسامبر سال ۸۰۳ میلادی است.

## وابسته
- ابراهیم موصلی